# Astronomski katalog H
H je oznaka za kataloge objekata dalekog svemira. Objekte u njemu prikupio je i objavio astronom William Herschel 1786., 1789. i 1802. godine. Sadrži i adende iz kataloga Johna Herschela od 1847. godine. Sadrži i većinu otkrića Caroline Herschel.

## Poveznice
- Popis NGC objekata
- Katalozi objekata dalekog svemira

## Vanjske poveznice
- Stranica o katalogu Williama Herschela